# Fépin
Fépin est une commune française située dans le département des Ardennes, en région Grand Est.

## Géographie
| Viroinval (be) | Montigny-sur-Meuse |        |
| Viroinval (be) | Fépin              |        |
| Viroinval (be) |                    | Haybes |

Les communes limitrophes sont  Haybes et Montigny-sur-Meuse.
Fépin est située entre Haybes et Vireux-Molhain.

### Hydrographie
La commune est dans le bassin versant de la Meuse au sein du bassin Rhin-Meuse. Elle est drainée par la Meuse, le canal de l'Est Branche-Nord et le ruisseau Deluve,.
La Meuse, d'une longueur de 486 km, est un fleuve européen qui prend sa source en France, dans la commune du Châtelet-sur-Meuse, à 409 mètres d'altitude, et se jette dans la mer du Nord après un cours long d'approximativement 950 kilomètres traversant la France, la Belgique et les Pays-Bas. Elle s'écoule du sud vers le nord en longeant la commune sur son flanc est, sur une longueur d'environ 2,8 km.
Le canal de l'Est Branche-Nord, d'une longueur de 141 km, est un chenal et un cours d'eau naturel navigable qui relie Givet à Troussey, où il rejoint le canal de la Marne au Rhin. Il se superpose, dans la commune, à la Meusesur une longueur d'environ 0,1 km.

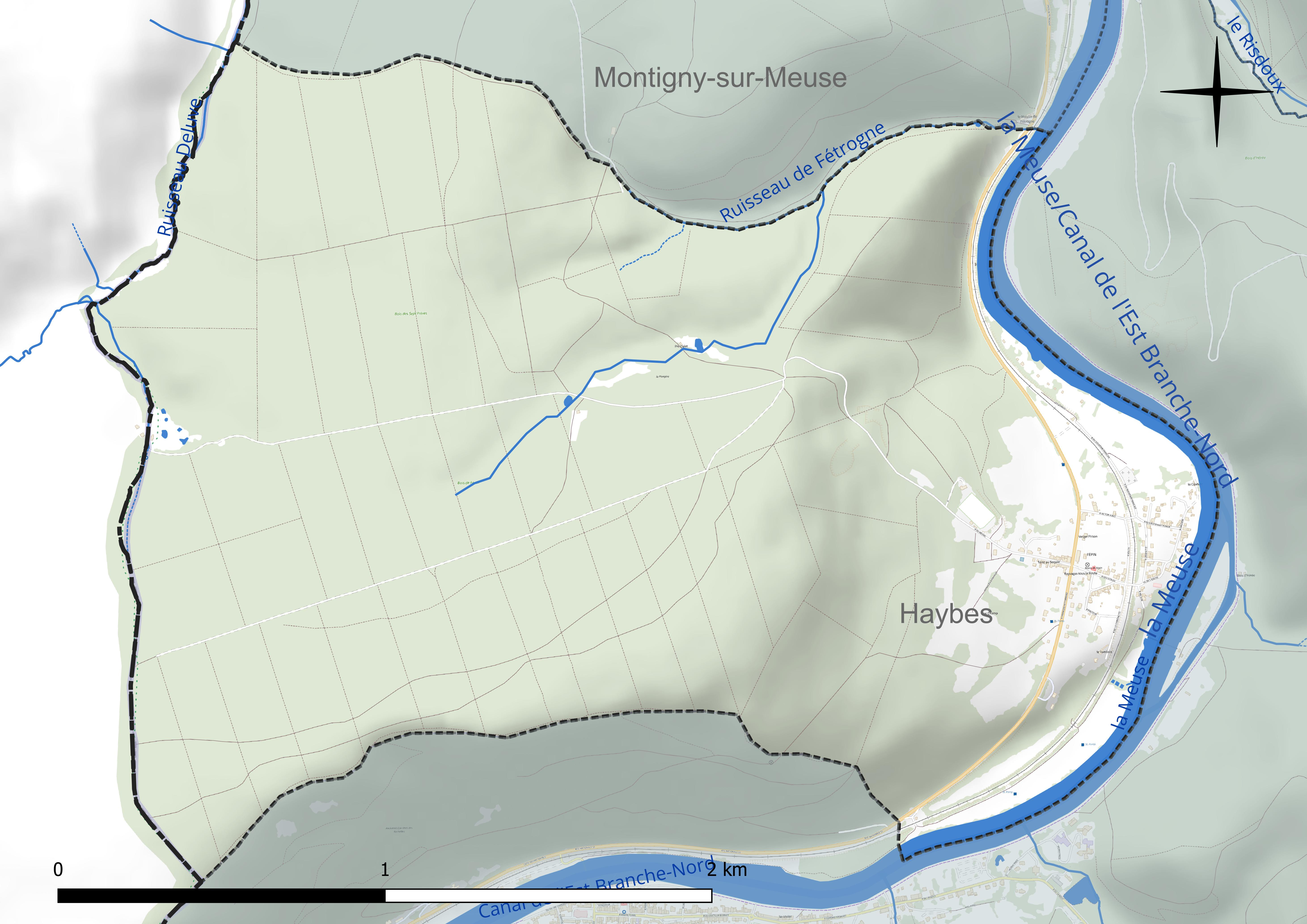
Réseau hydrographique de Fépin.

### Climat
Pour des articles plus généraux, voir Climat du Grand Est et Climat des Ardennes.
En 2010, le climat de la commune est de type climat de montagne, selon une étude du Centre national de la recherche scientifique s'appuyant sur une série de données couvrant la période 1971-2000. En 2020, Météo-France publie une typologie des climats de la France métropolitaine dans laquelle la commune est exposée à un climat océanique altéré et est dans la région climatique Lorraine, plateau de Langres, Morvan, caractérisée par un hiver rude (1,5 °C), des vents modérés et des brouillards fréquents en automne et hiver.
Pour la période 1971-2000, la température annuelle moyenne est de 10,4 °C, avec une amplitude thermique annuelle de 15,9 °C. Le cumul annuel moyen de précipitations est de 942 mm, avec 14,4 jours de précipitations en janvier et 9,4 jours en juillet. Pour la période 1991-2020, la température moyenne annuelle observée sur la station météorologique de Météo-France la plus proche, « Rocroi », sur la commune de Rocroi à 18 km à vol d'oiseau, est de 9,5 °C et le cumul annuel moyen de précipitations est de 1 210,4 mm. 
La température maximale relevée sur cette station est de 37,6 °C, atteinte le 25 juillet 2019 ; la température minimale est de −14,7 °C, atteinte le 4 février 2012,,.
Les paramètres climatiques de la commune ont été estimés pour le milieu du siècle (2041-2070) selon différents scénarios d'émission de gaz à effet de serre à partir des nouvelles projections climatiques de référence DRIAS-2020. Ils sont consultables sur un site dédié publié par Météo-France en novembre 2022.

## Urbanisme

### Typologie
Au 1er janvier 2024, Fépin est catégorisée commune rurale à habitat dispersé, selon la nouvelle grille communale de densité à 7 niveaux définie par l'Insee en 2022.
Elle est située hors unité urbaine. Par ailleurs la commune fait partie de l'aire d'attraction de Fumay, dont elle est une commune de la couronne,. Cette aire, qui regroupe 4 communes, est catégorisée dans les aires de moins de 50 000 habitants,.

### Occupation des sols
L'occupation des sols de la commune, telle qu'elle ressort de la base de données européenne d’occupation biophysique des sols Corine Land Cover (CLC), est marquée par l'importance des forêts et milieux semi-naturels (84 % en 2018), une proportion identique à celle de 1990 (84 %). La répartition détaillée en 2018 est la suivante : 
forêts (84 %), prairies (8,9 %), zones urbanisées (4,3 %), eaux continentales (2,8 %). L'évolution de l’occupation des sols de la commune et de ses infrastructures peut être observée sur les différentes représentations cartographiques du territoire : la carte de Cassini (XVIIIe siècle), la carte d'état-major (1820-1866) et les cartes ou photos aériennes de l'IGN pour la période actuelle (1950 à aujourd'hui).

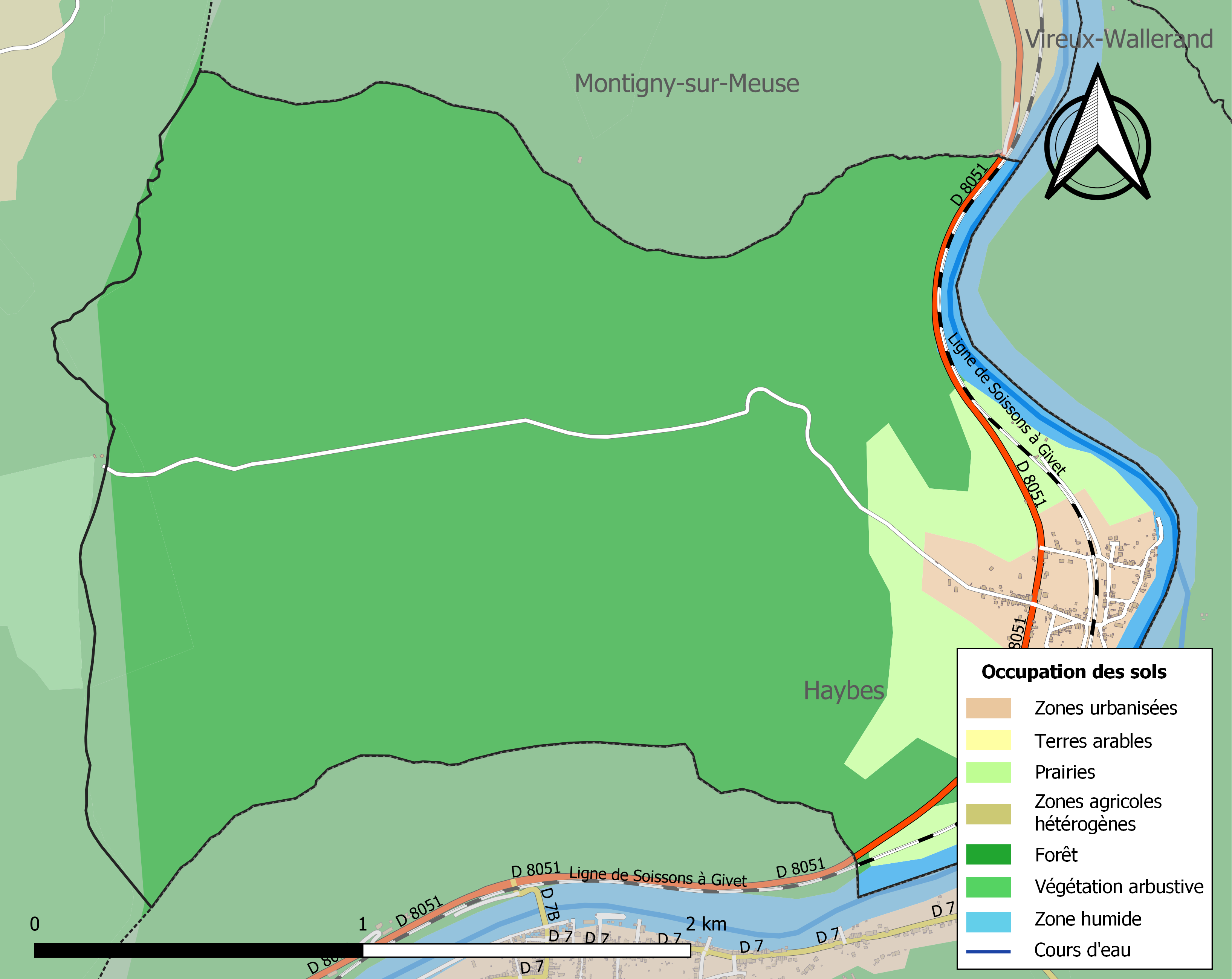
Carte des infrastructures et de l'occupation des sols de la commune en 2018 (CLC).

## Histoire
Le nom de Fépin découle du nom du père de Charlemagne, Pépin le bref, qui longeant la Meuse depuis Liège, afin de rejoindre Soissons, s'y arrêta et décida d'honorer le village de son illustre nom et de en faire don à une de ses abbaye préférée, l'abbaye de Prüm afin d'augmenter les revenus de celle-ci.[réf. nécessaire] La situation politique de Fépin demeurera inchangée depuis le VIIIe siècle jusque 1697, où le village ainsi que la plupart des villages qui composent le doigt de Givet furent annexés au royaume de France. Cette proximité historique avec la Wallonie, en sus de sa proximité géographique, explique l'appartenance de Fépin au domaine wallon de France.

## Politique et administration
| Période                                  | Période  | Identité            | Étiquette | Qualité        |
| ---------------------------------------- | -------- | ------------------- | --------- | -------------- |
|                                          | 1876     | Lavocat             |           |                |
| 1877                                     |          | Masson              |           |                |
| mars 2001                                | 2014     | Albert Reibel       |           |                |
| mars 2014                                | 2020     | Pierre Marchand     |           |                |
| 2020                                     | En cours | Jean-Louis Blondel, |           | Ancien ouvrier |
| Les données manquantes sont à compléter. |          |                     |           |                |

Fépin a adhéré à la charte du parc naturel régional des Ardennes, à sa création en décembre 2011.

## Démographie
L'évolution du nombre d'habitants est connue à travers les recensements de la population effectués dans la commune depuis 1793. Pour les communes de moins de 10 000 habitants, une enquête de recensement portant sur toute la population est réalisée tous les cinq ans, les populations de référence des années intermédiaires étant quant à elles estimées par interpolation ou extrapolation. Pour la commune, le premier recensement exhaustif entrant dans le cadre du nouveau dispositif a été réalisé en 2006.

En 2022, la commune comptait 236 habitants, en évolution de −10,94 % par rapport à 2016 (Ardennes : −2,97 %, France hors Mayotte : +2,11 %).
| 1793 | 1800 | 1806 | 1821 | 1831 | 1836 | 1841 | 1846 | 1851 |
| ---- | ---- | ---- | ---- | ---- | ---- | ---- | ---- | ---- |
| 290  | 307  | 312  | 377  | 367  | 380  | 391  | 413  | 425  |

| 1866 | 1872 | 1876 | 1881 | 1886 | 1891 | 1896 | 1901 | 1906 |
| ---- | ---- | ---- | ---- | ---- | ---- | ---- | ---- | ---- |
| 473  | 459  | 459  | 465  | 410  | 408  | 405  | 352  | 322  |

| 1911 | 1921 | 1926 | 1931 | 1936 | 1946 | 1954 | 1962 | 1968 |
| ---- | ---- | ---- | ---- | ---- | ---- | ---- | ---- | ---- |
| 301  | 192  | 240  | 239  | 240  | 186  | 248  | 273  | 294  |

| 1975 | 1982 | 1990 | 1999 | 2006 | 2011 | 2016 | 2021 | 2022 |
| ---- | ---- | ---- | ---- | ---- | ---- | ---- | ---- | ---- |
| 288  | 288  | 263  | 244  | 262  | 285  | 265  | 247  | 236  |

## Culture locale et patrimoine

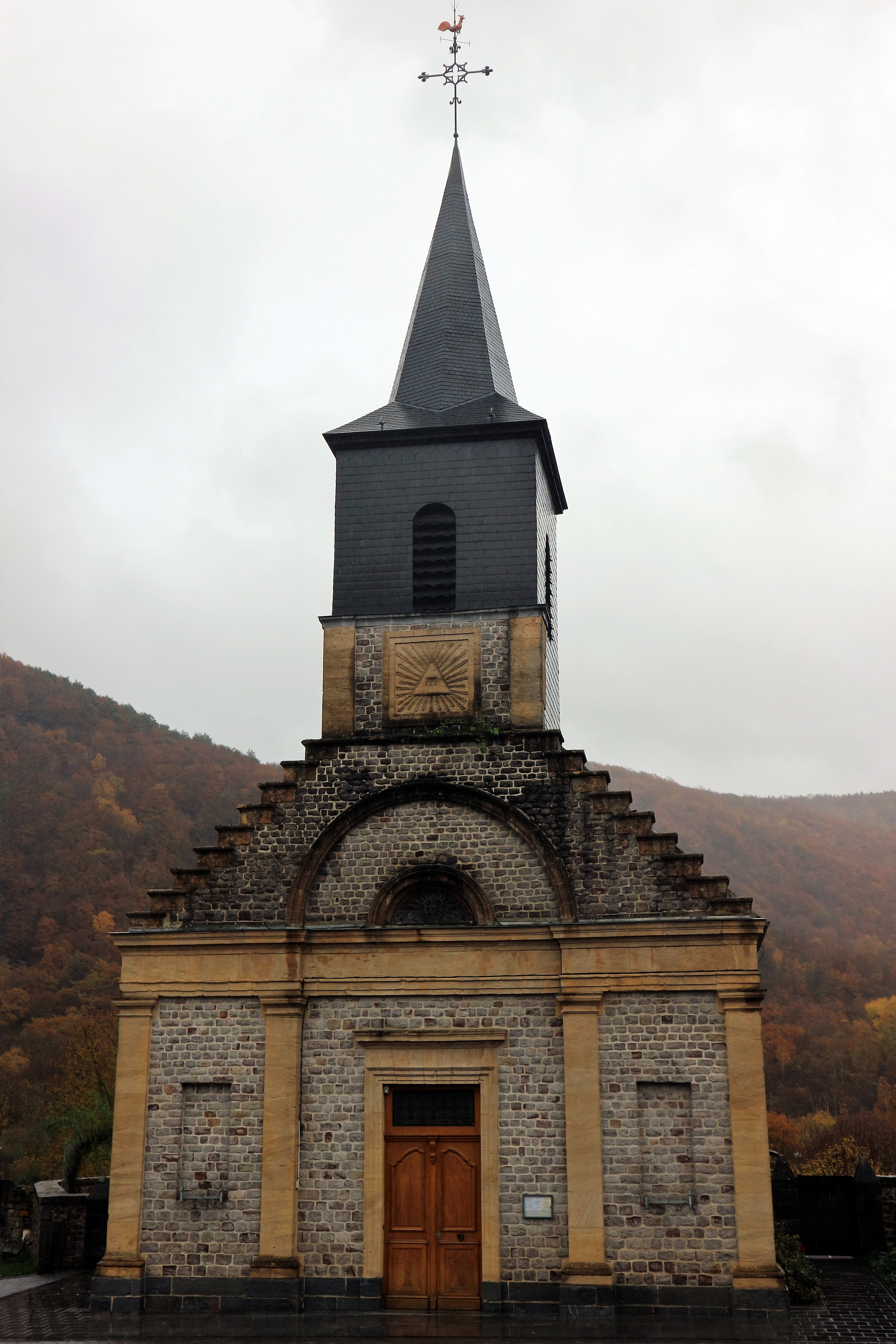
Église Notre-Dame de Fépin

### Lieux et monuments
- Église Notre-Dame de Fépin.

### Héraldique
| Blason de Fépin | Blason  | Taillé : au 1er de gueules à deux fasces ondées d'argent, au 2e d'or au lion de sable, le tout sommé d'un chef d'argent à la croix de gueules. |
| Blason de Fépin | Détails | |